# Józef Drotlew
Józef Edward Drotlew (ur. 23 października 1898 w Zagórzu, zm. 15 lipca 1976 w Wielkiej Brytanii) – podpułkownik dyplomowany piechoty Wojska Polskiego II RP i Polskich Sił Zbrojnych, działacz niepodległościowy, kawaler Orderu Virtuti Militari.

## Życiorys
Urodził się 23 października 1898 w Zagórzu, w rodzinie Józefa (wg innego źródła Franciszka) i Rozalii z Kierszków-Sieprawskiej. Kształcił się w gimnazjach w Samborze; w C. K. Gimnazjum Arcyksiężniczki Elżbiety (ukończona III klasa w 1911), następnie w Filii C. K. Gimnazjum w Samborze (ukończona V klasa w 1913). Działał w harcerstwie oraz był członkiem Związku Strzeleckiego. Przed 1914 był studentem. 
Po wybuchu I wojny światowej 1914 został żołnierzem Legionów Polskich, służył w szeregach 1 kompanii II batalionu 5 pułku piechoty w składzie II Brygady do 6 grudnia 1915, po czym ranny przebywał w szpitalu rezerwowym w Cieszynie, a potem w domu rekonwalescencyjnym w Kamińsku. Służył także w szeregach I Brygady, a po kryzysie przysięgowym z 1917 został wcielony do c. i k. armii i wysłany na front włoski.
Po odzyskaniu przez Polskę niepodległości został przyjęty do Wojska Polskiego. W szeregach 5 pułku piechoty Legionów brał udział w wojnie polsko-ukraińskiej oraz wojnie polsko-bolszewickiej awansując do stopnia podporucznika. Brał udział w bitwie pod Dyneburgiem, gdzie został ranny oraz w Bitwie Warszawskiej, podczas której był dowódcą kompanii. W ramach osadnictwa wojskowego otrzymał ziemię w Adampolu, w gminie Niehniewicze powiatu nowogródzkiego.
Został awansowany do stopnia kapitana piechoty ze starszeństwem z dniem 1 czerwca 1919. W latach 20. pozostawał oficerem 5 pp Leg. stacjonującym w Wilnie. Z dniem 2 listopada 1926 został powołany do Wyższej Szkoły Wojennej w Warszawie, w charakterze słuchacza Kursu 1926–1928. 18 lutego 1928 awansował do stopnia majora ze starszeństwem z dniem 1 stycznia 1928 i 178. lokatą w korpusie oficerów piechoty. Z dniem 31 października 1928, po ukończeniu kursu i otrzymaniu dyplomu naukowego oficera sztabu generalnego, został przydzielony do Dowództwa Obszaru Warownego „Wilno” na stanowisko oficera sztabu. Z dniem 1 stycznia 1930 został przesunięty na stanowisko szefa sztabu Dowództwa OWar. „Wilno”. W październiku 1931 został przeniesiony do 6 pułku piechoty Legionów w Wilnie na stanowisko dowódcy batalionu. Na podpułkownika został awansowany ze starszeństwem z 1 stycznia 1936 i 30. lokatą w korpusie oficerów piechoty. Od 8 listopada 1938 sprawował stanowisko szefa sztabu 15 Wielkopolskiej Dywizji Piechoty w Bydgoszczy.
Po wybuchu II wojny światowej pełnił tę funkcję podczas kampanii wrześniowej. W dniach 19–21 września dowodził zreorganizowanym 59 pułkiem piechoty, a następnie wrócił na stanowisko szefa sztabu. Po kapitulacji załogi Warszawy dostał się niemieckiej niewoli. Przebywał w Oflagu VII A Murnau. Po oswobodzeniu był oficerem 2 Korpusu Polskiego.
Po wojnie pozostał na emigracji w Wielkiej Brytanii. Był zatrudniony w muzeum Wallace Collection w Londynie. Zmarł 15 lipca 1976. Został pochowany na cmentarzu Ealing Old Bradford.
Jego żona i córka poniosły śmierć w lipcu 1944 podczas bombardowania Wilna przez sowietów.

## Ordery i odznaczenia
- Krzyż Srebrny Orderu Wojskowego Virtuti Militari nr 749 – 16 lutego 1921[32][4]
- Krzyż Niepodległości – 2 sierpnia 1931 „za pracę w dziele odzyskania niepodległości”[33][34]
- Krzyż Oficerski Orderu Odrodzenia Polski – 3 maja 1976[35]
- Krzyż Kawalerski Orderu Odrodzenia Polski – 1938 „za zasługi na polu pracy społecznej”[36]
- Krzyż Walecznych czterokrotnie[37][27]
- Złoty Krzyż Zasługi – 11 listopada 1937 „za zasługi w służbie wojskowej”[38][39]
- łotewski Medal 10 Rocznicy Wojny Niepodległościowej – 6 sierpnia 1929[40]